# Рошкувко (Вонґровецький повіт)
Рошкувко (пол. Roszkówko, нім. Klein Elsenwinkel) — село в Польщі, у гміні Скоки Вонґровецького повіту Великопольського воєводства.
У 1975-1998 роках село належало до Познанського воєводства.